# Coralloderma acroleucum
Coralloderma acroleucum är en svampart som först beskrevs av Narcisse Theophile Patouillard, och fick sitt nu gällande namn av D.A. Reid 1965. Coralloderma acroleucum ingår i släktet Coralloderma och familjen Meruliaceae.   Inga underarter finns listade i Catalogue of Life.